# Liste der Monuments historiques in Hannaches
Die Liste der Monuments historiques in Hannaches führt die Monuments historiques in der französischen Gemeinde Hannaches auf.

## Liste der Bauwerke
| Bezeichnung | Beschreibung                  | Standort | Kennzeichnung | Schutzstatus   | Datum     | Bild           |
| ----------- | ----------------------------- | -------- | ------------- | -------------- | --------- | -------------- |
| Schloss     | Erbaut ab dem 15. Jahrhundert | (Lage)   | PA00114710    | Inscrit Classé | 1987 1991 | weitere Bilder |

## Liste der Objekte
- Monuments historiques (Objekte) in Hannaches in der Base Palissy des französischen Kultusministeriums